# Rahanweyn

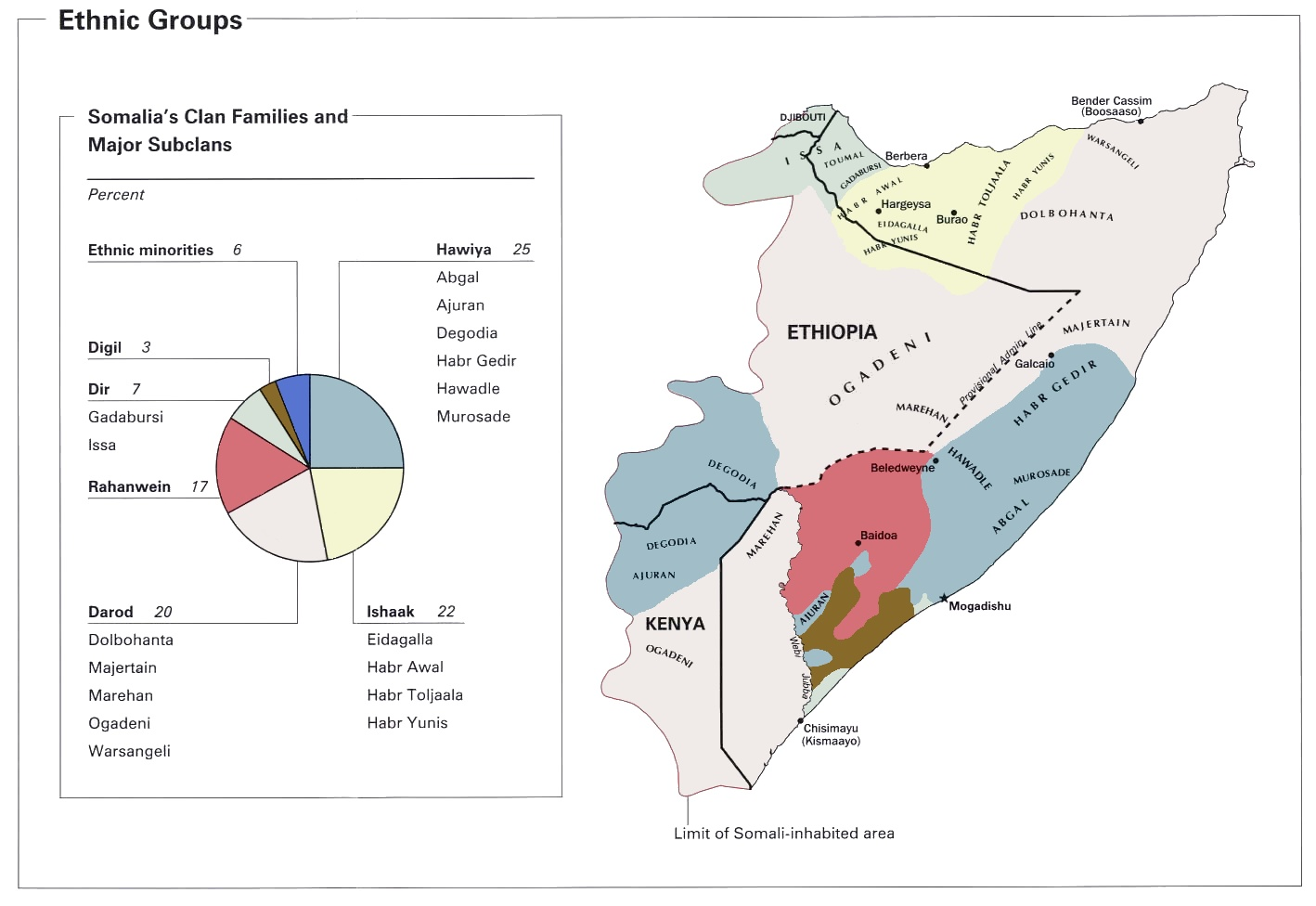
Karte des von Somali bewohnten Gebietes mit den verschiedenen Clans; die Rahanweyn-Gebiete in Rot, Digil-Gebiete in Braun

Die Rahanweyn (Maay: Reewin) oder Digil-Mirifle sind eine der fünf großen Clanfamilien der Somali. Sie leben hauptsächlich in Südwestsomalia im relativ fruchtbaren Gebiet zwischen den Flüssen Jubba und Shabeelle, in den Verwaltungsregionen Bay und Bakool. Als ihr Zentrum gilt die Stadt Baidoa.
Sie unterscheiden sich in mehrfacher Hinsicht von den übrigen Somali. So leben sie größtenteils nicht als Nomaden, sondern als sesshafte Bauern. Ihre politischen Strukturen sind stärker hierarchisch als bei den nomadischen Somali. Sie sprechen die Variante Maay der Somali-Sprache, die den Somali als klassisches Gegenstück zum Maha oder Maxaa gilt, welches die Grundlage des Standard-Somali bildet; die Digil sprechen eine Reihe von heterogenen Dialekten, deren Einheit fraglich ist. Zudem haben die Rahanweyn in größerem Ausmaß Angehörige anderer Clans sowie Nicht-Somali in ihren Clan aufgenommen. Aus diesen Gründen gelten sie als „unechte Somali“ oder Sab gegenüber den „eigentlichen Somali“ oder Samaal-Clans der Hawiya, Darod, Isaaq und Dir.

## Clanstruktur
Unterclans der Rahanweyn sind die Mirifle und Digil. Mythologisch werden sie auf die beiden Vorväter Mirifle und Digil zurückgeführt, die Söhne des Mad (Mahamad) Reewin gewesen seien.
Die Mirifle gliedern sich ihrerseits in die zwei Unterclans Sagaal („neun“) und Siyeed („acht“); die Sagaal umfassen neun Clans (darunter die Hadame) und die Siyeed sechzehn (darunter Harin, Haraw, Eemid, Leysan and Elay). Zu den Digil gehören sieben Clans (u. a. Geledi, Tunni, Jiiddu, Garre und Dabarre) Mohamed Haji Mukhtar: The Plight of the Agro-Pastoral Society of Somalia, in: Review of African Political Economy, 1996
Die Rahaweyn haben in wesentlich größerem Ausmaß als die nomadischen Somali Angehörige anderer Clans sowie Nicht-Somali aufgenommen, indem diese assimiliert und/oder formal „adoptiert“ wurden. In vielen Rahanweyn-Clans stellen die „ursprünglichen“ Clanmitglieder nur mehr eine kleine Minderheit dar. Dieser Umstand trägt dazu bei, dass sich die nomadischen Clans – welche viel Wert auf ihre „reinen“ mythologischen Abstammungslinien legen, die sie auf arabische Vorväter zurückführen – gegenüber den Rahanweyn als höherwertig ansehen.

## Lebensweise
Die Rahanweyn in Bay leben größtenteils in Dörfern mit 100 bis 1000 Einwohnern, denen gegrabene Wasserbecken als Quelle dienen. Größere Dörfer verfügen über zahlreiche Becken sowie Koranschulen, Moscheen und weitere Einrichtungen. Ihre Lebensgrundlage ist Trockenfeldbau, wichtigstes Anbauprodukt ist Sorghum. Daneben halten die meisten Rahanweyn-Bauern auch Vieh (Agropastoralismus), einer Untersuchung der FAO von 1977 zufolge im Durchschnitt fünf Kamele, drei Rinder und vier Schafe oder Ziegen. Die zu den Digil gezählten Garre sowie die zu den Hawiya gehörenden Gaalje'el ziehen als Nomaden durch die Region.

## Sprache
Die Sprache der Rahanweyn ist die Af-Maay-Variante des Somali, die sich von der nordsomalischen Standardsprache (Af-Maxaa) unterscheidet.
Die Schreibung „Rahanweyn“ geht auf das Standard-Somali zurück; heute wird sie zunehmend durch die Schreibweise „Reewin“ ersetzt, die deren eigener Aussprache eher entspricht. Der Name wurde früher auf Basis des Standard-Somali auf weyn („groß“) und rahan („Mahlstein“) als Hinweis auf ihre ackerbauliche Tätigkeit zurückgeführt, alternativ wurde rahan auch als „Menschenmenge“ gedeutet, was auf die Vermischung mit anderen Somali-Clans und Nicht-Somali hindeuten soll. Eine neuere Theorie, die vom Maay ausgeht, besagt, dass ree von reer für „Familie“ komme und win/wiin/weyn „alt“ bedeute.

## Geschichte
Die Vorläufer der Somali wanderten aus dem südlichen äthiopischen Hochland in ihr heutiges Gebiet ein. Gewissen ethnolinguistischen Hinweisen zufolge könnten die Rahanweyn die früheste Gruppe der Somali gewesen sein, von der sich die anderen Gruppen später trennten.
In der Kolonialzeit entstand 1947 die Hizbia Dighil Mirifle (HDM, Digil-Mirifle-Partei) als politische Organisation der Rahanweyn. Sie wurde später in Hizbia Dastur Mustaqil al-Sumal (HDMS, Somalische unabhängige Verfassungspartei) umbenannt. Ihre wichtigsten Forderungen waren eine Volkszählung, die die tatsächliche zahlenmäßige Stärke der Clans zeigen sollte, die Einführung einer Verfassung und ein dezentrales politisches System. Dies sollte verhindern, dass die Rahanweyn nach der nahenden Unabhängigkeit Somalias von den anderen Clans dominiert würden. Die Somalische Jugendliga als wichtigste Partei ging jedoch nicht auf diese Forderungen ein. Eine Volkszählung nach Clans wurde auch deshalb nie durchgeführt, weil sie womöglich zu dem Ergebnis gekommen wäre, dass die Rahanweyn und nicht die Darod der größte Clan waren. Nach der Unabhängigkeit Somalias 1960 fühlten sich die Rahanweyn zusehends marginalisiert.
Im somalischen Bürgerkrieg kämpften ab 1991 die Habar-Gedir-Hawiya unter Mohammed Farah Aidid, die Somalische Patriotische Bewegung der Ogadeni-Darod und die Marehan-Darod unter Siad Hersi Morgan um das Gebiet der Rahanweyn und insbesondere um die Kontrolle über deren Land. Zusammen mit den somalischen Bantu waren die Rahanweyn am stärksten von Plünderungen, gewaltsamen Landenteignungen und Vertreibungen durch andere Clans betroffen. Dies führte 1991–1993 zur Hungersnot in ihrem Gebiet, in der bis zu 500.000 Menschen umkamen. Baidoa wurde in dieser Zeit als „Stadt des Todes“ bekannt. Auch Hilfsgüter für die Hungernden wurden von Mitgliedern anderer Clans geplündert.
Diese traumatische Erfahrung führte zu einer stärkeren politischen Einigung der Rahanweyn. Ab 1995 konnten sie mit Unterstützung des Nachbarlandes Äthiopien ihre militärische Lage verbessern und die Rahanweyn-Widerstandsarmee (RRA) gründen. Die RRA versuchte 2004 ihren eigenen Staat Südwestsomalia zu etablieren, was jedoch scheiterte, weil zahlreiche verschiedene Clans und Kriegsparteien in der Region präsent sind. Bis heute sind diverse Kriegsparteien in dem Gebiet aktiv.
Bekannte Rahanweyn sind der RRA-Führer Mohammed Nur Shatigadud, der Islamist Mukhtar Robow und die Professoren und Autoren Mohamed Haji Mukhtar und Abdi Kusow.